# FC Eindhoven
Football Club Eindhoven – holenderski klub piłkarski mający siedzibę w mieście Eindhoven, obecnie grający w Eerste divisie.
Klub został założony 16 listopada 1909 jako EVV Eindhoven. W 1954 roku Eindhoven został ostatnim mistrzem kraju, zanim status rozgrywek w Holandii zmieniono na profesjonalny. Eindhoven od tego czasu grał w Eredivisie, aż do roku 1957, gdy został zdegradowany o klasę niżej, w której grał aż do roku 1969. 2 lata później klub ponownie spadł z ligi, a w 1975 roku awansował. W 1977 roku nastąpiła kolejna degradacja i od tego czasu FC Eindhoven gra nieprzerwanie na drugim froncie.
Najwięksi rywale klubu FC, to sąsiedzi z miasta Eindhoven, PSV Eindhoven. Mecze przeciwko PSV nazywane są "Lichstad Derby" ("Derby Miasta Światła"). Rywalizacja pomiędzy klubami, podobnie jak choćby w Glasgow, ma podłoże zarówno pochodzeniowe jak i religijne. FC Eindhoven od czasu powstania był uważany za klub katolicki, podczas gdy PSV to klub protestancki.
W 2004 roku FC Eindhoven podpisał z PSV umowę o współpracy, dzięki czemu byłaby możliwość przepływu młodych zawodników z jednej do drugiej drużyny. Ostatecznie współpracę zakończono rok później, w 2005 roku.

## Sukcesy
Klub ma na swoim koncie zwycięstwa w:
- Eredivisie
  - 1953/1954
- Puchar Holandii
  - 1936/1937